# アテナイのアンティフィロス
アンティフィロス（希：Αντίφιλος、ラテン文字転記：Antiphilos、紀元前4世紀、生没年不明）は古代アテナイの将軍である。
紀元前323年のアレクサンドロス3世の死に乗じてアテナイ他ギリシアの諸都市はマケドニア王国の覇権に対し、反旗を翻した（ラミア戦争）。ギリシア連合軍の総司令官となったアテナイの将軍レオステネスはギリシアを支配していたマケドニアの将軍アンティパトロスと戦い、彼をテッサリアのラミアに封じ込め、あわや落城というところまで追い詰めたが、攻城戦でレオステネスは戦死してしまい（紀元前322年）、将軍として優秀であり、主戦派だったアンティフィロスがその後任となった。
その後、アンティパトロスの援軍に来たレオンナトスをテッサリアのメノン率いる騎兵部隊が敗死させたものの、アンティパトロスはラミア脱出に成功し、レオンナトスの軍を吸収したアンティパトロスはひとまずラミアより退いた。それに対し、アンティフィロスはテッサリアに留まって敵の出方を伺った。
後日、アンティパトロスは戦いを仕掛けてきた。勝ち戦で敵を侮っていたギリシア連合軍からは少なからぬ部隊が自分たちの国に解散しており、数において圧倒的に劣っていたにもかかわらず、マケドニア軍と矛を交えた。ギリシア連合軍が歩兵25000人と騎兵3500騎だったのに対し、マケドニア軍は歩兵40,000人、騎兵5,000騎であった。両軍はクランノンで激突し、騎兵同士の戦いでは数では劣るものの質では敵を凌駕していたギリシア連合軍のテッサリア騎兵が優勢に立っていたが、数の重みを前面に出したマケドニア軍のファランクスにギリシア連合軍のファランクスは敗れて後退し、それに引きずられるようにギリシア連合軍の騎兵も退却に転じ、ギリシア連合軍は敗退した。戦いの翌日アンティフィロスとメノンは同盟軍の到着を待って戦いを続行するか、講和するかで話し合った後、講和を決定した。
しかし、戦下手ではあるが老獪な政治家であったアンティパトロスはそれぞれの都市との単独での講和しか認めず、さらにいち早く講和した都市には寛大な条件で講和したため、こぞって反マケドニア同盟の諸都市はマケドニアと講和した。これによって同盟は瓦解し、結果アテナイは同盟者たちから見捨てられる形になった。結果、ラミア戦争はマケドニアの勝利に終わった。

## 註
1. ↑  ディオドロス, XVIII. 13
2. ↑  ibid, XVIII. 15
3. ↑  プルタルコス, 「フォキオン」, 24
4. ↑  ディオドロス, XVIII. 17
5. ↑  ibid, XVIII. 17

## 参考URL
- Bill Thayer's Web Site （ディオドロスの『歴史叢書』の英訳あり）
- プルタルコス著、河野与一訳、『プルターク英雄伝』(9)、岩波書店、1956年